# Marques Johnson
Pour les articles homonymes, voir Johnson.
Marques Kevin Johnson, né le 6 février 1956 à Natchitoches en Louisiane, est un ancien joueur américain de basket-ball qui évolua dans le championnat NBA de 1977 à 1990. Il fit partie des Bucks de Milwaukee (1977-1984), des Clippers de Los Angeles (1984-1987) et des Warriors de Golden State (1989-1990). Il mesure 2,01 m et pesait, lors de sa carrière, 110 kg.

## Biographie
La famille Johnson s'installe en Californie, alors que Marques n'est qu'un tout jeune enfant. Poussé par son père, il se fait vite remarquer parmi les joueurs de high school. Plus de 200 universités veulent recruter le jeune prodige. Mais Marques a les yeux de Chimène pour l'université locale UCLA, entraînée par le célèbre John Wooden. Marques doit ronger son frein, Wooden ayant pour politique de ne faire jouer comme titulaires que les troisième et quatrième années et de laisser mûrir les jeunes pousses tout doucement. Ainsi Johnson est remplaçant durant sa première année. Toutefois, il devient titulaire l'année suivante durant la saison 1974-75, année du titre universitaire d'UCLA. L'entraîneur Wooden se retire la saison suivante, mais Marques Johnson lui, continue sa progression, il inscrit plus de 21 points par matches et prend plus de 11 rebonds durant son année senior. Il reçoit alors le premier Trophée Wooden, qui récompense le meilleur joueur universitaire de l'année, ainsi que le Naismith College Player of the Year, le USBWA men's player of the year award et le Trophée Adolph Rupp en 1977.
La saison suivante il entre dans la grande ligue, la NBA. Johnson est choisi en troisième position par les Bucks de Milwaukee. Cette équipe est sous la houlette par Don Nelson, qui cumule le poste d'entraîneur et la fonction de general manager. Johnson est vite considéré comme le meilleur ailier de la ligue. Le quintuple All-Star aide son équipe à remporter cinq titres de division successifs de 1980 à 1984. Durant la saison 1978-1979, il empile les ballons dans la corbeille, pour être le troisième marqueur de la ligue, en plantant plus de 25 pions par match. Malgré tout, les Bucks se cassent les dents en playoffs contre des équipes plus fortes, plus expérimentées, comme les Celtics de Boston et 76ers de Philadelphie.
Excédé par ces défaites, le génial Don Nelson décide à l'intersaison 1984 d'échanger Marques Johnson et des joueurs de seconde zone contre un intérieur surpuissant, Terry Cummings afin de durcir la raquette, et deux arrières, Craig Hodges et Ricky Pierce.
C'est le retour à la case départ pour Johnson, qui se retrouve à nouveau en Californie, terre de ses premiers exploits, mais chez les Clippers, nouvellement installés à Los Angeles. Hélas, ce retour n'est pas gagnant. Bien que Johnson soit toujours un brillant ailier, bon scoreur, les Clippers enchaînent défaite sur défaite. À la fin de la saison 1986-87, il se blesse gravement au cou, ce qui met un terme à sa carrière.
Il tente un retour sous le maillot des Warriors de Golden State, mais c'est un échec : il ne joue que dix matches.
Johnson s'est ensuite essayé au cinéma, multipliant les apparitions, dont un rôle dans le fameux film "Les Blancs ne savent pas sauter". À la fin des années 90, il est consultant sportif pour la chaîne Fox.

## Clubs successifs
- 1977-1984: Bucks de Milwaukee
- 1984-1987 : Clippers de Los Angeles
- 1989-1990 : Warriors de Golden State